# Grands prix de la culture des Laurentides
Les grands prix de la culture des Laurentides est un événement qui récompense à chaque année, depuis 1990, les artistes professionnels qui se  démarquent dans leur secteur de création. Porté par Culture Laurentides, une organisation membre du réseau des Conseils régionaux de la culture du Québec, l'événement met annuellement à l'honneur 4 secteurs culturels en alternance: les arts visuels, les métiers d'arts et arts médiatiques; les arts de la scène; les lettres et bibliothèques; et l'histoire et le patrimoine. 
L'événement sélectionne les projets marquant l'année dans la région des Laurentides, selon des critères d'engagement et d'excellence. Il met en valeur le travail des artistes professionnels, des municipalités, des organismes et des collaborateurs du milieu culturel de la région. Les projets artistiques sont jugés et récompensées par un comité de pairs hors-région, alors que les initiatives déployées par le milieu professionnel et scolaire sont mises à l'honneur,.
Plusieurs catégories de prix ont été décernées au fil des années, dont notamment le prix Créateur ou créatrice de l'année, offert par le Conseil des arts et des lettres du Québec. Également, les prix les plus fréquemment remis depuis 1990 sont: Jeune relève, Municipalité, Ambassadeur, Passion et Excellence. D'autres prix et mentions d'honneurs peuvent être décernés et varient selon les éditions.

## Lauréats du Prix Excellence
Le Prix Excellence est accordé à un ou une artiste ou à un groupe d’artistes, de niveau professionnel, ayant réalisé un projet qui se démarque par sa qualité et son rayonnement. À chaque année, un secteur culturel est alternativement mis à l'honneur, entre les arts visuels, métiers d’art et arts médiatiques, les arts de la scène, les lettres et bibliothèques et l'histoire et le patrimoine. 
En 1993, Hélène Dorion et Monique Brunet-Weinmann reçoivent ex æquo les Grands Prix de la culture des Laurentides, catégorie «créateur-créatrice section Lettres», qui souligne la qualité littéraire de leur écriture ainsi que leur engagement dans la vie culturelle de la région.
En 1997, l'autrice Mireille Villeneuve et l'écrivain Jacques Grand'Maison remportent ex æquo le prix d'excellence, dans le secteur Lettres et bibliothèques.
En 2001, l'écrivain François Désalliers et l'écrivaine Lise Bélanger remportent ex æquo le prix d'excellence, dans le secteur Lettres et bibliothèques.
En 2009, l'écrivaine Francine Ouellette reçoit le prix d'excellence dans le secteur Lettres et bibliothèques.
En 2014, le prix est remis à l'artiste visuelle Marilyse Goulet dans le secteur des arts visuels. La Fabrique culturelle de Télé-Québec lui consacre un reportage, à titre de reconnaissance professionnelle, et s'attarde sur la série Manger nomade; l’art de manger un peu partout.
En 2015, l'historien Robert Simard reçoit le prix d'excellence dans le secteur Histoire et patrimoine, pour son apport à la mise en valeur du patrimoine de Lachute.
En 2016, l'auteur et professeurs de lettres Simon Roy,, reçoit le prix d'excellence dans le secteur Lettres et bibliothèques, pour sa série de romans publiés chez Boréal. 
En 2017, l'auteur-compositeur-interprète Michel Robichaud, pour qui la Fabrique Culturelle de Télé-Québec a réalisé une capsule vidéo , est lauréat du prix Excellence dans le secteur Arts de la scène.
En 2018, la sculptrice Suzanne Ferland, remporte le prix Excellence dans le secteur Arts visuels, métiers d'art et arts médiatiques.
En 2023, le prix est remis à l'artiste visuelle Annie Cantin pour souligner la réalisation d'un projet d’art public régional, dans un lieu de loisirs sportifs.

## Lauréats du Prix Créateur ou créatrice de l'année des Laurentides
Lors l'événement annuel des Grand prix de la culture des Laurentides, le Conseil des arts et des lettres du Québec (CALQ) décerne le Prix du CALQ – Artiste de l’année dans les Laurentides. Ce prix reconnaît la démarche d'un ou d'une artiste, ou d'un écrivain ou d'une écrivaine qui se démarque par son parcours global, ainsi que la qualité de ses plus récentes œuvres, tous secteurs confondus. Cette mention honorifique, précédemment associée à une bourse de 5000$, est, depuis 2019, associée à une bourse de 10 000$. 
En 2001, Désirée Szucsany, reçoit le prix à la création artistique du CALQ pour l'ensemble de sa carrière d'écrivaine québécoise. De 1980 à 2001, elle a publié plusieurs romans, quelques nouvelles et un recueil de poésie. 
En 2015, Geneviève Oligny de St-Adolphe-d'Howard, remporte la mention officielle du prix du CALQ. Lors de la remise du prix, la Fabrique culturelle de Télé-Québec projette une capsule vidéo concernant sa pratique artistique, à titre de reconnaissance professionnelle. Geneviève Oligny œuvre dans le secteur des métiers d'art en créant des sculptures de papier qui étudient les rapports de transparence et de lumière.
En 2016, Louis-Philippe Hébert devient lauréat du prix du CALQ pour sa carrière d'écrivain québécois et la publication de nombreux ouvrages depuis 1967, et plus particulièrement celle de Monsieur Blacquières et Marie Réparatrice, qui traitent du bien et du mal, de la vie et de la mort.
En 2017, Jean-François Beauchemin reçoit la mention officielle du prix du CALQ pour son parcours d'écrivain ayant publié, notamment, aux Éditions Leméac et Québec Amérique. Les romans Jour des corneilles (Prix France-Québec, 2005) et La Fabrication de l’aube (Prix des libraires, 2007) traitent de l'existence humaine et de la beauté du monde.
En 2018, l'artiste des arts visuels Barbara Claus reçoit la mention officielle du prix du CALQ,, qui souligne la richesse des messages et de la poésie entourant les œuvres soumises. La démarche de cette artiste d'origine belge s'articule autour d'installations in situ sur la mémoire, la mort et les rituels. 
En 2019, Marie-Ève Martel obtient la mention officielle du prix CALQ pour sa démarche en arts visuels. Lors de la remise du prix en salle, la Fabrique culturelle de Télé-Québec offre la projection d'un reportage sur la pratique artistique de l'artiste, à titre d'annonce médiatique et de reconnaissance professionnelle. On y relève un parcours cohérent sur les thématiques de la nature et du monde végétal. 
En 2020, la photographe et cinéaste Catherine Fauteux devient lauréate du prix du CALQ pour l'évolution de sa carrière dans le domaine du cinéma d'animation, avec son film Le Pont, qui lui a valu une reconnaissance internationale. La Fabrique culturelle de Télé-Québec produit un reportage qui documente les deux pratiques initiales de l'artiste, la sculpture et la photographie, mises en valeur par le cinéma d'animation. 
En 2021, Ugo Monticone, auteur des Laurentides, est le lauréat du prix du CALQ,,, pour la vision innovante de sa démarche en littérature dans le domaine du récit de voyage. La Fabrique culturelle de Télé-Québec produit un reportage sur la publication Tracés de voyages, à titre d'annonce médiatique et de reconnaissance professionnelle pour l'ensemble de sa carrière.
En 2022, l'artiste visuel, numérique et multidisciplinaire Jacques Charbonneau obtient la mention du CALQ. Lors de la remise du prix en salle, la Fabrique culturelle de Télé-Québec projette un reportage sur sa pratique artistique, à titre de reconnaissance professionnelle. Depuis 1970, Jacques Charbonneau poursuit une recherche d'arts visuels par l'électrographie, un procédé graphique de superposition d'images et de couleurs. 
En 2023, le prix est remis à l'artiste plasticienne Marilyse Goulet, pour sa recherche en arts d'impression, ancrée dans le patrimoine de la flore des Laurentides. la Fabrique culturelle de Télé-Québec lui consacrera bientôt un reportage en 2024, à titre de reconnaissance professionnelle, et s'attardera sur la série Micro-Macro : impressions phytologiques (2023).